# Cal Rufino
Cal Rufino és un mas situat al municipi de les Cabanyes, a la comarca catalana de l'Alt Penedès. Es troba arran de Cal Peixater.